# Heavy Metal Maniac
Heavy Metal Maniac – debiutancki album studyjny speed metalowego zespołu Exciter wydany 14 czerwca 1983 roku przez wytwórnię Shrapnel Records.

## Lista utworów
1. „The Holocaust” – 1:39
2. „Stand Up and Fight” – 2:47
3. „Heavy Metal Maniac” – 3:47
4. „Iron Dogs” – 5:58
5. „Mistress of Evil” – 5:13
6. „Under Attack” – 4:17
7. „Rising of the Dead” – 3:32
8. „Black Witch” – 6:59
9. „Cry of the Banshee” – 3:47